# مدیر آژانس امنیت ملی
مدیر آژانس امنیت ملی (انگلیسی: Director of the National Security Agency) بالاترین مقام رسمی آژانس امنیت ملی است که یک آژانس دفاعی در وزارت دفاع ایالات متحده است. مدیر آژانس امنیت ملی همچنین به‌طور همزمان به عنوان رئیس سرویس امنیت مرکزی و فرمانده ستاد فرماندهی سایبری ایالات متحده آمریکا خدمت می‌کند. به عنوان مدیر آژانس امنیت ملی و رئیس سرویس امنیت مرکزی، صاحب این مقام به معاون وزیر دفاع در امور اطلاعاتی گزارش می‌دهد و به عنوان فرمانده فرماندهی سایبری ایالات متحده، صاحب این مقام مستقیماً به وزیر دفاع گزارش می‌دهد.
طبق ماده ۲۰۱ از قانون ایالات متحده، مدیر آژانس امنیت ملی توسط وزیر دفاع توصیه و توسط رئیس‌جمهور برای انتصاب نامزد می‌شود. نامزد باید با رأی اکثریت سنا تأیید شود. مطابق با دستورالعمل وزارت دفاع ۵۱۰۰٫۲۰ مورخ ۲۳ دسامبر ۱۹۷۱، مدیر آژانس امنیت ملی همیشه باید یک افسر مأمور از خدمات نظامی باشد. از آنجایی که این منصب در حال حاضر بخشی از یک سمت سه‌گانه است، مدیر آژانس امنیت ملی در طول دوره تصدی خود به درجه ژنرال چهار ستاره یا ادمیرال منصوب می‌شود. معاون مدیر همیشه یک غیرنظامی با تجربه فنی است.